# Liste der Monuments historiques in Baubigny (Côte-d’Or)
Die Liste der Monuments historiques in Baubigny führt die Monuments historiques in der französischen Gemeinde Baubigny auf.

## Liste der Objekte
| Bezeichnung                    | Beschreibung                                                                          | Standort                                  | Kennzeichnung | Schutzstatus | Datum | Bild |
| ------------------------------ | ------------------------------------------------------------------------------------- | ----------------------------------------- | ------------- | ------------ | ----- | ---- |
| Kommuniontisch                 | Schmiedeeisen, 18. Jahrhundert                                                        | in der Kirche St-Léger (Lage)             | PM21000179    | Classé       | 1978  |      |
| Vier Stelen                    | Stein, gallo-römisch                                                                  | Orches, an der Fontaine du Chaigne (Lage) | PM21000180    | Classé       | 1969  |      |
| Tabernakel                     | mit zwei Statuetten; Eichenholz, farbig gefasst und vergoldet, Seide, bemalt, um 1700 | Orches, in der Kapelle St-Marc (Lage)     | PM21003631    | Inscrit      | 1976  |      |
| Skulptur Madonna mit Kind      | Holz, farbig gefasst, 17. oder frühes 18. Jahrhundert                                 | Orches, in der Kapelle St-Marc (Lage)     | PM21003632    | Inscrit      | 1976  |      |
| Skulptur Markus der Evangelist | Holz, farbig gefasst, 17. oder frühes 18. Jahrhundert                                 | Orches, in der Kapelle St-Marc (Lage)     | PM21003633    | Inscrit      | 1976  |      |
| Skulptur einer Heiligen        | Holz, farbig gefasst, 17. oder 18. Jahrhundert                                        | Orches, in der Kapelle St-Marc (Lage)     | PM21003634    | Inscrit      | 1976  |      |
| Skulptur Heiliger Genasius     | Holz, farbig gefasst, 18. Jahrhundert                                                 | in der Kirche St-Léger (Lage)             | PM21003629    | Inscrit      | 1976  |      |
| Gemälde Heiliger Sebastian     | Ölfarbe auf Leinwand, 18. Jahrhundert                                                 | in der Kirche St-Léger (Lage)             | PM21003630    | Inscrit      | 1976  |      |